# 艺术门类

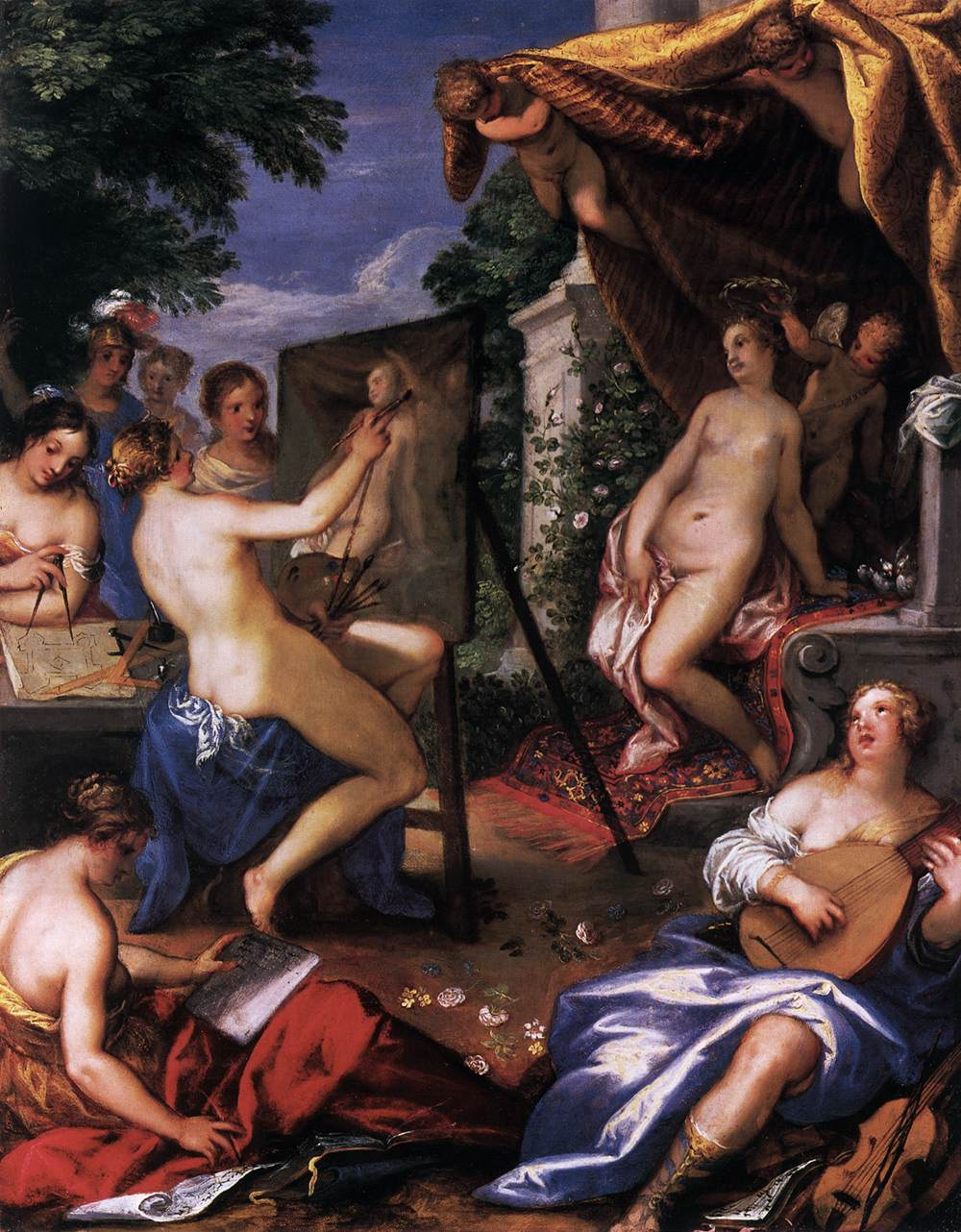
Hans Rottenhammer 繪製的《藝術的化身》(Allegory of the Arts)，在16世紀後半繪製，現存於柏林畫廊

藝術是表現的方式，受文化的影響，而藝術也常常會影響文化。藝術是人內在創作性衝作的具體表現。藝術主要可以分為文學（包括詩、小說、短篇故事及史詩）、表演艺术（包括音樂、舞蹈及戲劇）、烹飪藝術（包括烘烤、製巧克力、烹飪和釀酒）、新媒體藝術（包括照相及电影摄影）、視覺藝術（包括素描、绘画、陶藝及雕塑）。有些藝術型式會結合視覺元素及表現（如電影）或是視覺元素及文字（如漫畫）。
藝術是說故事的方式，也是人類傳達其自身和環境之間關係的方式，從史前的石洞壁画到現在的電影都扮演了這樣的功能。

## 歷史
古希臘時表示藝術及手藝的是同一個字Techne，因此當時不會特別區分藝術及手藝。古希臘藝術帶來了對動物形態的崇拜和對應技巧的發展，用這些來展示肌肉，穩重，美感和解剖學正確的比例。古羅馬用羅馬神話中的人物來描繪理想中的人，以及各自的特性。
在中古世紀歐洲的拜占庭艺术及哥德式藝術，主要是以教會為主，強調聖經而不是物質的真理。
亞洲各地也有其各自的藝術，例如印度藝術、西藏藝術、日本藝術、中國藝術等。
伊斯蘭教禁止偶像崇拜，也禁止繪製人物及動物的圖像，因此許多伊斯蘭藝術是以幾何及書法的方式呈現。
在14至17世紀的文藝復興，像李奧納多·達文西、米開朗基羅等藝術家有許多貢獻，之後藝術家的創作也不再限於基督教的思想。17世紀末和18世紀的啟蒙時代，開始用理性及物理來描繪世界，但後來愛因斯坦發展的相對論，量子力學的提出、佛洛依德的心理學以及前所未有的科技進展也都影響人們對世界的認識。不過現代世界的很多事物也受到非洲及大洋洲原始部族的影響，其媒介可以是高更、畢卡索的作品，以及立体主义者、未來主義者的作品。

## 藝術分類

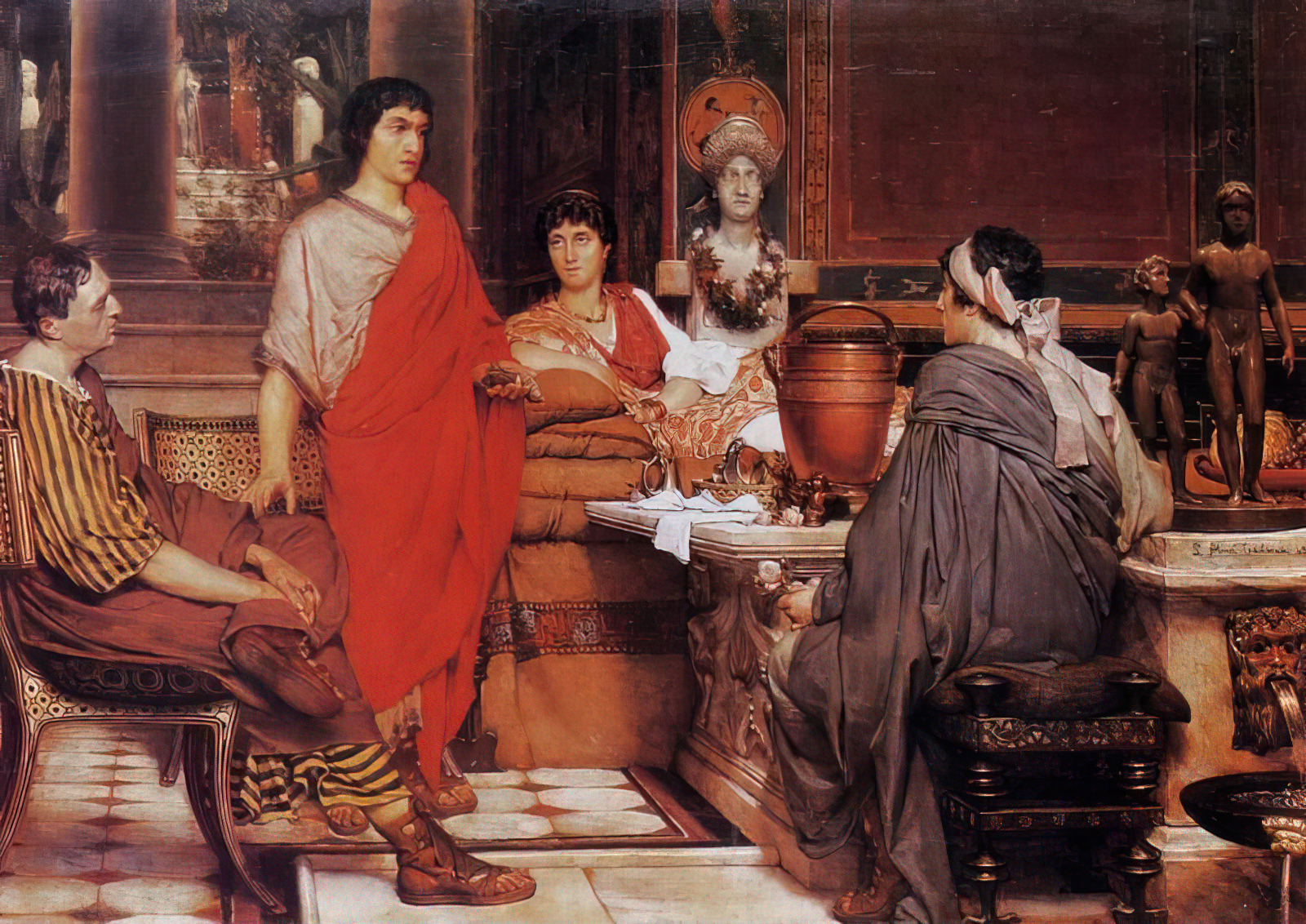
勞倫斯·阿爾瑪-塔德瑪的《Catullus-at-Lesbia's》（1865年）

中古時代的大學教育中，博雅教育是三艺（概略介紹文法、修辭及邏輯的課程）中的一部份，也是四术（概略介紹算術、幾何、音樂和天文學的課程）中的一部份。機械藝術（依第九世紀的約翰內斯·司各特·愛留根納分為裁缝、纺织品、農業、建築、砌体结构、戰爭及狩獵、武術、貿易、商业、烹饪、鐵匠、冶金学等）是在公會的環境下實行及發展。一直到文藝復興時代起才有現代「藝術技藝」及「非藝術技藝」的分別。
在現代的學術界，藝術一般會歸類在人文學科中。報紙中多半也會有一欄是藝文相關的消息。
傳統上，藝術會分為以下七類：建築、雕塑、繪畫、音樂、詩、舞蹈、戲劇/電影，現在有時也會加入攝影及漫畫。

## 視覺藝術

### 素描
素描是種繪製图像的方式，可以使用許多不同的工具及技巧。繪製图像的具體方式可能是用一工具在另一物體表面施加壓力，或者是用一工具在另一物體表面上移動。常見的素描工具有石墨铅笔、筆、畫筆、色铅笔、蠟筆、木炭、粉彩及麥克筆等。也可以用數位工具來模擬這些畫具的效果。素描主要用的技巧有畫線、影線、交叉影線、隨機影線、塗鴉、點畫及組合。在創作卡通及动画時，也會用到素描。

### 绘画

蒙娜丽莎是西方世界最著名的藝術作品之一

绘画在字面上是指將含有色素及黏合剂的顏料在物體（例如紙、帆布、木板或是牆）表面作畫。不過在藝術的角度來看，绘画是指上述的活動配合素描、構圖及其他美學考量後的作品，目的是在體現繪畫者的表達力以及其概念意圖。绘画也可以用來表達靈性上的主題和思路，像從陶器上描繪神話人物的繪畫到西斯廷礼拜堂的畫均屬此例。
色彩是绘画的本質，就像聲音是音樂的本質一様。色彩是相當主觀的，對人有其心理影響，只是有些心理影響會隨文化而不同。在西方黑色是代表哀悼，但在一些文化下，白色才代表哀悼。有些畫家、研究者、作家及科學家（例如高更、牛頓、瓦西里·康定斯基）有其各自的色彩理論。甚至有時用語言表達的顏色也只是一個抽象的顏色，例如紅色可以表示許多和純紅色衍生，有不同明度及彩度的顏色。在音樂上有音符作為公認表示音高的方式，例如C或C#，不過在顏色上，沒有一個在各領域使用，公認的，針對色彩定義的系統（在工業設計上有Pantone系統進行這方面的定義）。
現代的藝術家已經將绘画作了相關的延伸，例如包括拼貼畫。這是由立體主義開始的，以绘画嚴格的定義來看，也許不能算是绘画。有些現代藝術家也因為不同材質的肌理而整合不同的材質，例如砂、水泥、秸秆或是木材等。像让·杜布菲或安塞姆·基弗作品就是這類的例子。
現代藝術及當代藝術已將藝術重心從工藝的歷史價值轉向其概念，因此有些評價家認為，遵守嚴謹藝術形式的绘画已經死了，不過這不影響藝術家應用绘画在其藝術品上。

### 陶艺
陶艺是指以陶瓷器（包括黏土在內）為主的藝術，包括有陶器、瓷器、平鋪磚瓦、人形、雕塑及餐具。有關陶艺品視為是美術，而有些則視為是裝飾藝術、工业设计或应用艺术。在考古学中也有許多陶艺的遺物。陶艺可以由一個人製成，也可以用一群人完成。在陶瓷工廠中會由一群人設計、生產以及美化陶艺品。陶艺品有時也稱為藝術陶瓷。在個人的陶瓷工作室中，會由陶藝家製作陶艺品。在現代的陶瓷工程中，陶瓷是指利用加熱的方式處理無機、非金屬的材料，以產生成品的過程，不過玻璃及由玻璃為主的鑲嵌藝術不算是在陶瓷的範圍內。

### 攝影
藝術攝影是攝影者因其創意發想，用照片呈現的藝術創作。藝術攝影和為了提供新聞相關照片的新聞攝影不同，也和為了行銷產品或是服務的商業攝影不同。

### 建筑

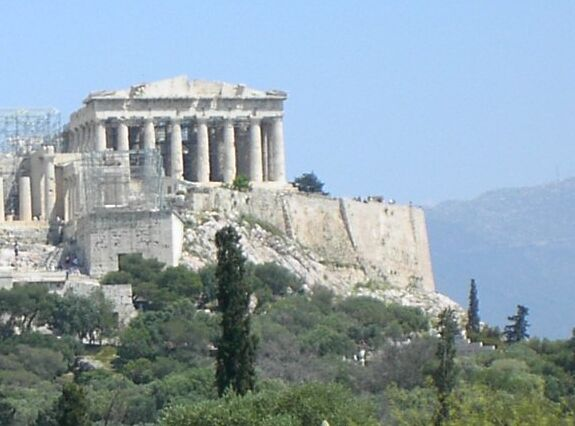
在希腊雅典衛城頂端的帕德嫩神廟

建筑是設計建筑物及木土結構的艺术及科学。建筑較廣的定義包括了建筑環境的設計，從巨觀的城市规划、城市设计及景觀設計，到微觀的家具設計。建筑設計一方面需考慮建筑施工的可行性及成本，也需要考慮使用者的機能性及美學感受。

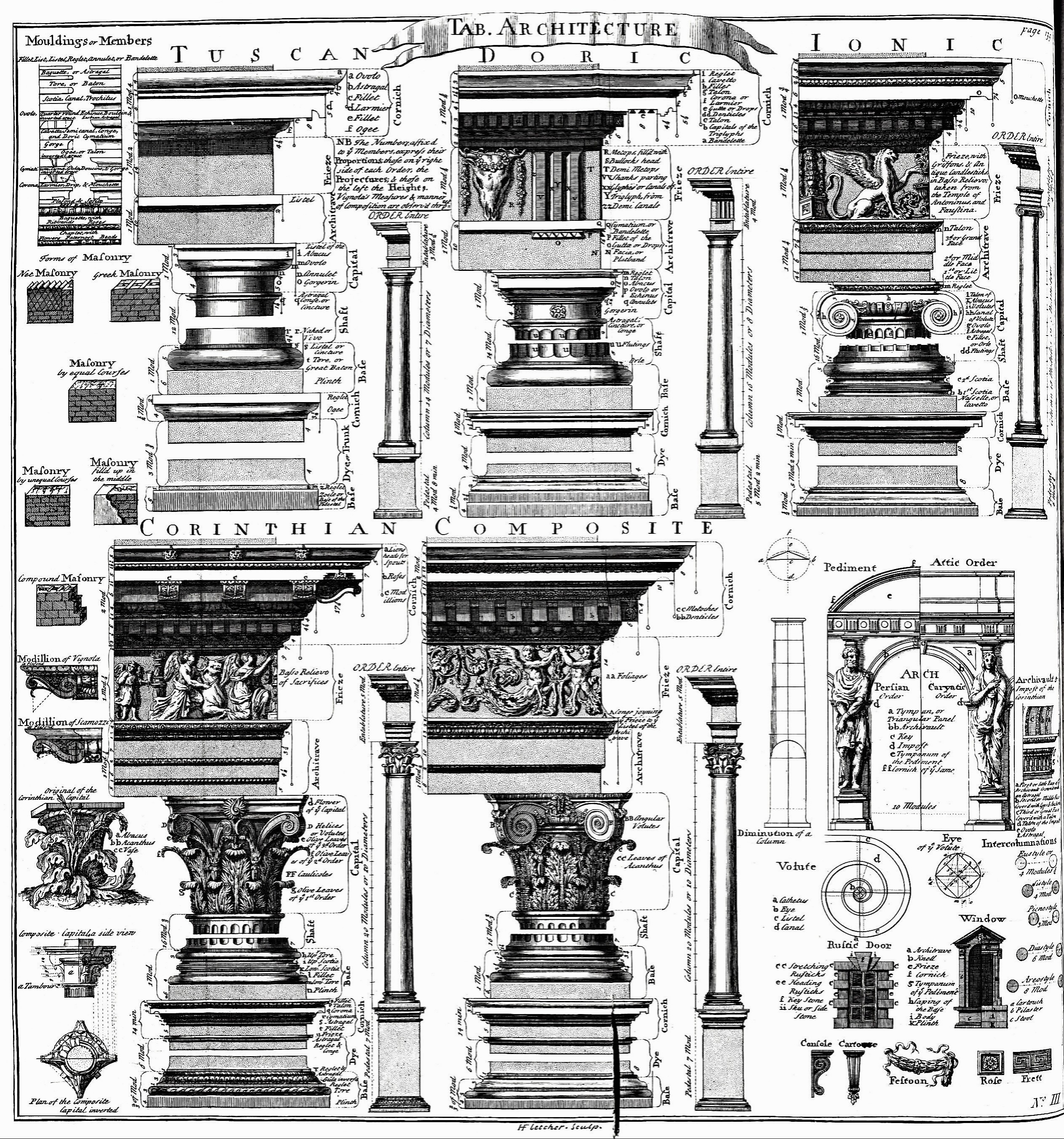
建築列表，出自1728年的百科全書；或藝術與科學通用字典

建築規劃是為了美学的需要來處理空間、體積、質感、光、影等元素，這和應用科學及工程学不同，後面二種多半專注在建築物及結構的機能性及可行性等方面。
在建築的領域，建築師需要的技能從設計像醫院及體育場之類的複雜結構，到比較單純的住家設計。許多建築物也會視為文化及政治上的象徵，也可能會視為是藝術。建築師的角色雖一直在改變，不過仍是成功建築可以設計及實現的關鍵人物。

### 雕塑
雕塑是視覺藝術中的一種，主要是在空間中進行創作，是造型艺术。雕塑一般包括在岩石、金属、陶艺、木材等材料上進行雕刻（去除材料的過程）及塑造（加入材料的過程，例如加入粘土）的艺术。不過現代主義將雕塑的自由度擴展的更大，可以用各種不同的材料，可以用雕刻方式去除材料，也可以用焊接、塑造、模塑或是鑄造等方式組合材料。

### 觀念藝術
觀念藝術這個詞語出現在1960年代，主張作品所牽涉的意念比當中的物質性甚至傳統美學更為重要。在1990年代因為透納獎及英國青年藝術家的關係，觀念藝術在英國相當盛行，成為當代藝術中，沒有應用绘画及雕塑等之藝術的同義詞。但當代藝術中也有反對觀念藝術的，例如反觀念主義。

## 文學藝術
Literature（文學）一詞源自拉丁文的littera，意思是「個別的手寫文字」。此一詞語後來用來代表許多著述的集合，在西方主要包括散文（虛構作品及非虛構作品）、劇本及詩。許多地方的藝術語言表達也可以是口头文学，而且也可以是史詩、傳奇、神話、谣曲及民間故事。
漫畫結合了繪畫（或是其他的視覺藝術）以及描述的文字，在Francophone獎學金中稱為「第九藝術」。

## 表演藝術
表演藝術包括有舞蹈、音樂、戲劇、歌劇、默劇以及其他以人的表演為其主要成份的藝術形式。表演藝術是以其表演的方式來分類，和視覺藝術及文學等藝術不同，後面二種藝術會有產出藝術品（或文章），不需透過表演的方式才能讓人體驗及觀察.。表演藝術都有其暫時性的特性，也就是表演只會持續一段時間。表演藝術可以分為可重複的（依劇本或事先安排的內容）或是即興的表演。參與表演藝術的藝術家稱為表演者，包括演員、魔術師、喜劇演員、舞者、音乐家及歌唱家。表演藝術也需要其他藝術家或是專業人士的支援，例如詞曲作家及技術劇場等。表演者有時也需用化粧或是服飾等方式調整其外貌。
表演藝術可以視為是特別的美術，是一種藝術家在觀眾面前呈現其作品的美術。

### 音樂

莫札特的作品

音樂是以聲音為媒介的藝術。音樂中常見的元素有音高（和旋律及和聲有關）、節奏（及相關的速度、拍子和銜接）、力度强弱、音色及織體。音樂的創作、演奏、重要性甚至是其定義都會隨文化及社會背景而不同。有些音樂有嚴密的組織（在演奏時也可以完美的重現），有些音樂則是以任意形式呈現的即興音樂。音樂可以依其流派及其他風格來區分，不過不同流派的分界線往往相當微妙，有時會因為個人的詮釋而有不同，偶爾也會有爭議。在藝術中，音樂可以歸類為表演藝術、精緻藝術及聽覺藝術。

### 戲劇
劇場藝術是表演艺术中的一類，是由演員在觀眾前以其演技呈現劇情，再配合語音、手勢、音樂、舞蹈、聲音和景象等所組成的的表演艺术。除了敘事的對話性戲劇外，戲劇也有許多不同的形式，例如歌剧、芭蕾舞、默劇、歌舞伎、印度古典式舞蹈及中國戲曲等。

### 舞蹈

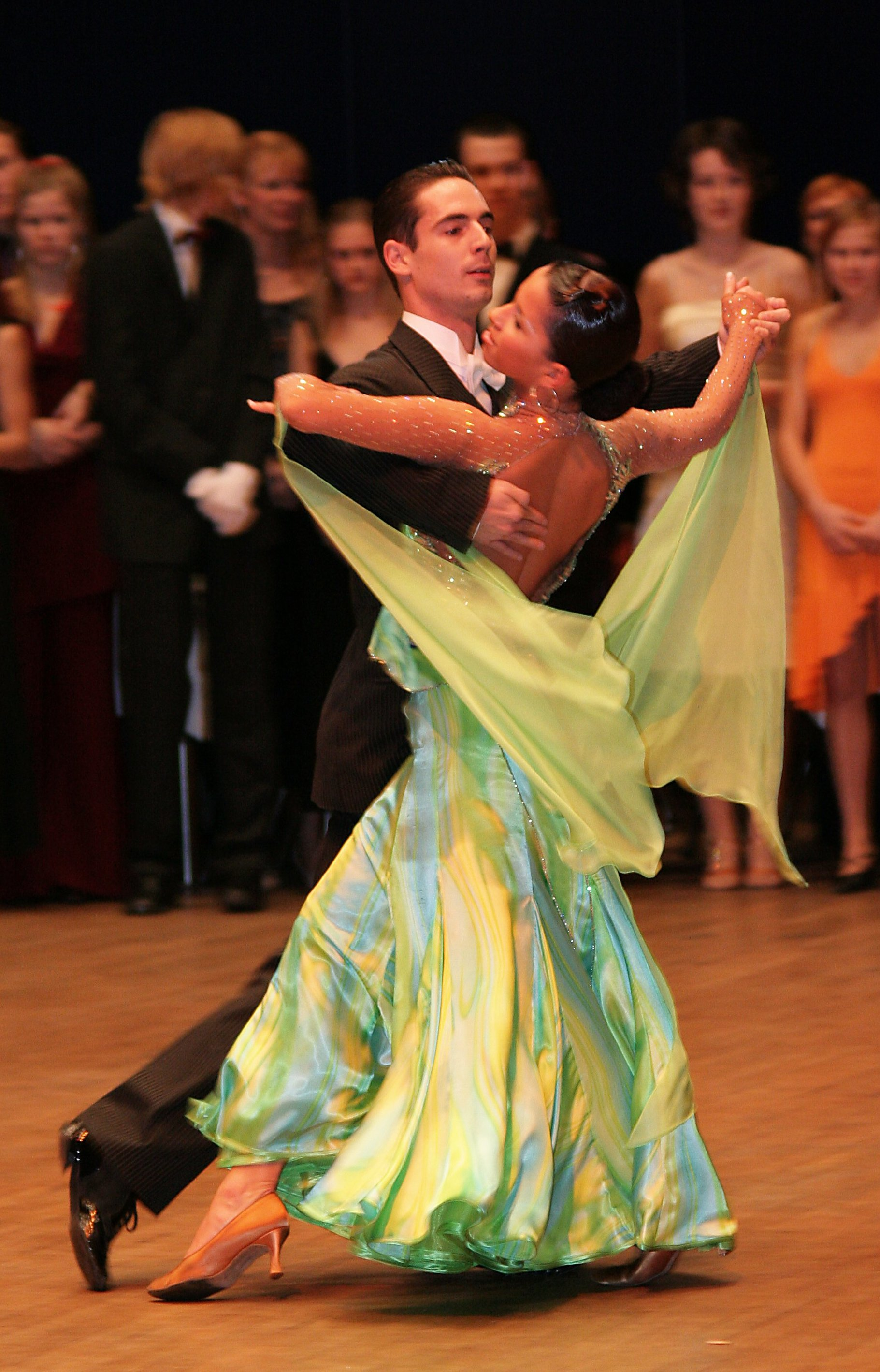
社交舞也是舞蹈的一種

舞蹈一般是指人類為了社交、靈性或是表演需要而做的肢體運動，可能會配合音樂進行，也可能沒有音樂。可以一人進行，也可以二人或多人進行。舞蹈也是人釋放壓力的方式。
有時也用舞蹈來描述人類的非言语交际（肢體語言）甚至動物的肢體語言（如蜂舞，或是特定的音樂風格（舞曲）。
編舞是有關編排舞蹈的藝術，編排舞蹈的人一般稱為編舞者。
舞蹈的定義及組成會隨著社會、文化、美学、艺术、道德各方面的限制而不同，可以像民族舞蹈一樣有多元風格的作品，也可以像芭蕾一様有編排、需要肢體技巧的展現。在体育运动中，体操、花样滑冰及花样游泳也和舞蹈有關。武術中的型常會和舞蹈相比較。

## 跨領域藝術作品

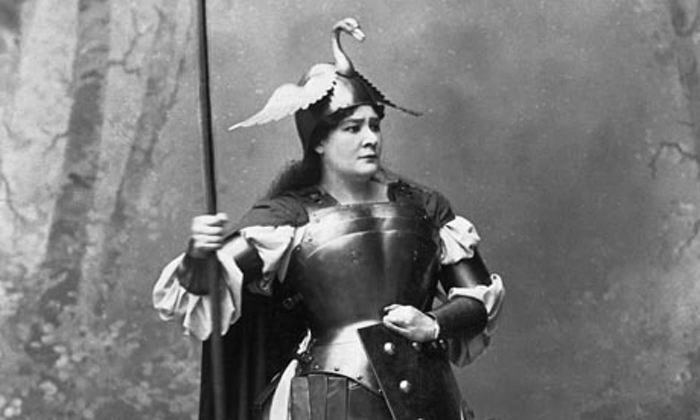
歐內斯廷·舒曼-海因克飾演 Waltraute

有些藝術種類會跨越幾個不同的藝術領域，例如電影、歌劇及表演藝術等。像歌劇一般會歸類在音樂領域的表演藝術，但Opera一字在義大利文中的原意是「作品」，因歌劇在一個演出中整合了許多不同的藝術領域。在典型的歌劇中會整合布景（視覺藝術）、服裝（時尚）、演員（戲劇表演藝術）、辭本及劇本（文學）、歌唱者及交響樂團（音樂）。作曲家華格納意識到歌劇中融合了這麼多不同的藝術領域，在他的作品《尼伯龙根的指环》中，他沒有用opera（歌劇）這個名稱，而是用整體藝術（總體藝術作品）的名稱，強調其文學及劇場的元素和音樂一様重要。經典的芭蕾舞在十九世紀開始盛行，也是音樂和舞蹈結合的例子。
在十九世紀末、二十世紀及二十一世紀時，也有其他的藝術種類以獨特，有創意的方式進行融合，例如行为艺术。行為藝術是一種結合時間，地點，行為藝術者的身體，以及與觀眾交流的表演方式，除此之外不受任何其他限制。行為藝術可以有劇本、沒有劇本、隨機或是有計畫的進行。美國作曲家約翰·凱奇被大家認為是行为艺术家，而不是作曲家，不過他比較自認為是作曲家。約翰·凱奇在1940年代的作曲客廳音樂是四重奏，但不是用一般的樂器，而是用許多沒有旋律，在一般家庭客廳可以找到的物品為樂器，故稱為「客廳音樂」。

## 电子游戏
美術界和電子遊戲社群有時會爭論到底电子游戏是否可以算是一種藝術。电子游戏設計者小岛秀夫認為電子遊戲是一種服務，不是藝術型式，因為電子遊戲的目的是為了娛樂大眾，而且娛樂到的人越多越好，而不是以藝術的方式呈現（小岛秀夫也是一個电子游戏的導演，而其遊戲也會收到不同的評價）。不過小岛秀夫也注意到電子遊戲是由許多的藝術元素組成（例如視覺效果），因此电子游戏設計者可以視為是博物館的策展人，設計者本身不創作藝術品，但是將各種藝術品組合，展現其中的美學，而且賣票供人欣賞。
2011年5月時美國國家藝術基金會重新對藝術品定義，在申請補助時也將电子游戏也視為是藝術品之一。2012年時史密森尼美國藝術博物館有一個展覽《电子游戏的藝術》（The Art of the Video Game），有關展覽的意見相關紛歧，也包括电子游戏是否算是藝術品的質疑。

## 美食學
美食學是有關食物和文化之間的研究。美食學常會被誤認為專指烹飪藝術，但烹飪藝術只是美食學中的一小部份。烹飪和美食不能畫上等號。美食學以食物為中心，研究不同的文化成份。美食學和美術及社會科學有關，在有關人類營養攝取及消化機能的部份也會接觸到自然科學。

## 藝術評論
- 建築評論
- 視覺藝術評論（英语：Visual art criticism）
- 舞蹈評論（英语：Dance criticism）
- 電影評論
- 音樂評論
- 電視評論（英语：Television criticism）
- 戲劇評論（英语：Theatre criticism）
- 文學評論

## 腳註
1. 1 2   3rd. Oxford University Press. 2010. ISBN 0195392884.
2. ↑  . Tate Glossary.   [7 March 2015]. （原始内容存档于2015-03-20）.
3. ↑  
.   [2016-07-20]. （原始内容存档于2014-04-19）.
4. 1 2 3 4  Levinson, Jerrold. . The Oxford Companion to Philosophy. Oxford University Press.   [7 March 2015]. （原始内容存档于2019-05-02）.
5. ↑  Gibson, Ellie. . Eurogamer. Gamer Network. 24 January 2006  [7 March 2015]. （原始内容存档于2015-03-09）.
6. ↑  . Endow.gov. National Endowment for the Arts.   [7 March 2015]. （原始内容存档于2012-02-13）.
7. ↑  . SI.edu. Smithsonian American Art Museum.   [7 March 2015]. （原始内容存档于2016-05-28）.
8. ↑  Barron, Christina. . The Washington Post. 29 April 2012  [12 February 2013]. （原始内容存档于2013-07-28）.
9. ↑  Kennicott, Philip. . The Washington Post. 18 March 2012  [12 February 2013]. （原始内容存档于2013-07-28）.

## 外部連結
- Cowan, Tyler. . David R. Henderson (ed.)  (编).  2nd. Indianapolis: Library of Economics and Liberty. 2008  [2016-07-20]. ISBN 978-0865976658. OCLC 237794267. （原始内容存档于2020-02-25）. – A look at how general economic principles govern the arts.